# Nickelodeon Animation Studio
Nickelodeon Animation Studios, Inc. (fundado como Games Animation, também conhecido como Nicktoons Studios) é um estúdio de animação americano responsável por produzir séries de animação exibidas nos canais Nickelodeon. Foi fundado em 1988 sob o nome de Games Animation com suas instalações em um edifício empresarial em Studio City, Califórnia. Em 1990 transferiu suas instalações para um complexo em Burbank, Califórnia e passou a ser nomeado como Nickelodeon Animation Studio.

## Primórdios

### Games Animation (1988-1990)
Em 1988, a Nickelodeon fundou a Games Animation Studios como seu proprio departamento de animação para produzir séries de televisão animadas para a Nickelodeon, começando com a produção de The Ren and Stimpy Show. Na época, Games Animation estava localizado em um edifício de escritórios em Studio City, Califórnia. Além de The Ren & Stimpy Show, outros Nicktoons foram produzidos em parceria com outros estúdios, incluindo Doug em parceria com Jumbo Pictures e Rugrats em parceria com Klasky-Csupo.
No ano seguinte, a Nickelodeon começou a produzir a série Rocko's Modern Life, produzido em Games Animation em parceria com Joe Murray Studios. Games Animation trabalhou no programa por três anos e empregou mais de 70 pessoas no decurso de sua exucução. O show foi cancelado em 1996 pela Nickelodeon, devido ao seu criador Joe Murray querer passar mais tempo com sua família.

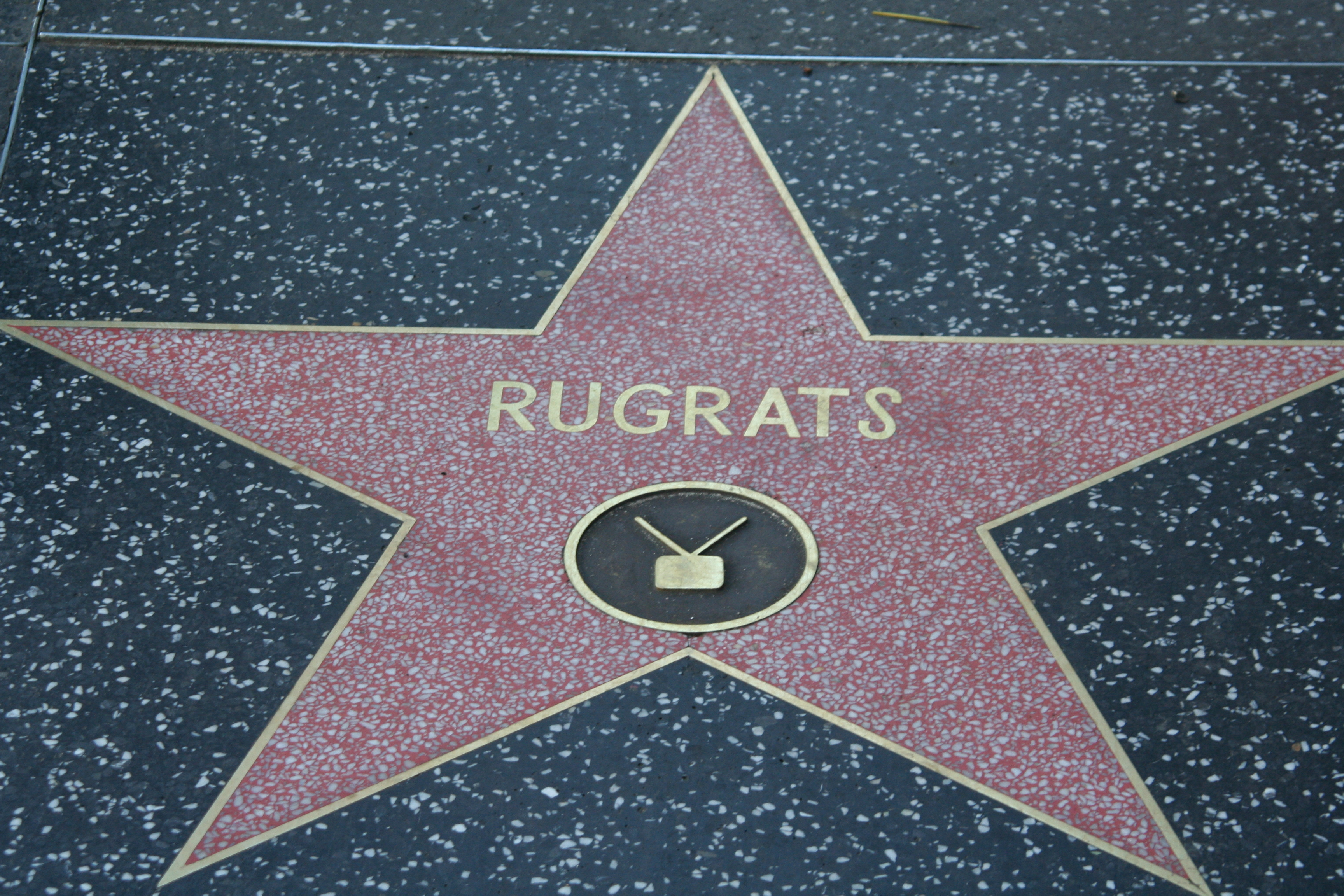
Rugrats, um sucesso da Nickelodeon na Hollywood Walk of Fame.

### A produção dobra
Devido ao sucesso de animação na TV a cabo infantil em 1990, especialmente com a Nickelodeon, que a partir de 1994 assumiu o primeiro lugar em audiência dentre os canais infantis, a Games Animation começou a trabalhar com Hey Arnold! e KaBlam!, além disso continuou produzindo Aaahh! Real Monsters junto com Klasky-Csupo.
O ano de 1997 foi o ano que ficou marcado não só pelo sucesso do filme dramático e romântico Titanic, que foi lançado pela empresa mãe dos estúdios de cinema da Nickelodeon, a Paramount Pictures, mas também pelo nascimento da nova série animada da Nickelodeon The Angry Beavers, produzida pela Games Animation. Enquanto isso, a Nickelodeon vendeu os direitos de produção de Doug para a Walt Disney Animation Studios e começou a trabalhar com The Wild Thornberrys em parceria com Klasky Csupo e com a série Oh Yeah! Cartoons em parceria com Frederator Studios. Do outro lado da cidade, o concorrente Cartoon Network, começou a trabalhar com Camp Lazlo em Cartoon Network Studios criado por Joe Murray, criador de A Vida Moderna de Rocko.

## Nickelodeon Animation Studios abre

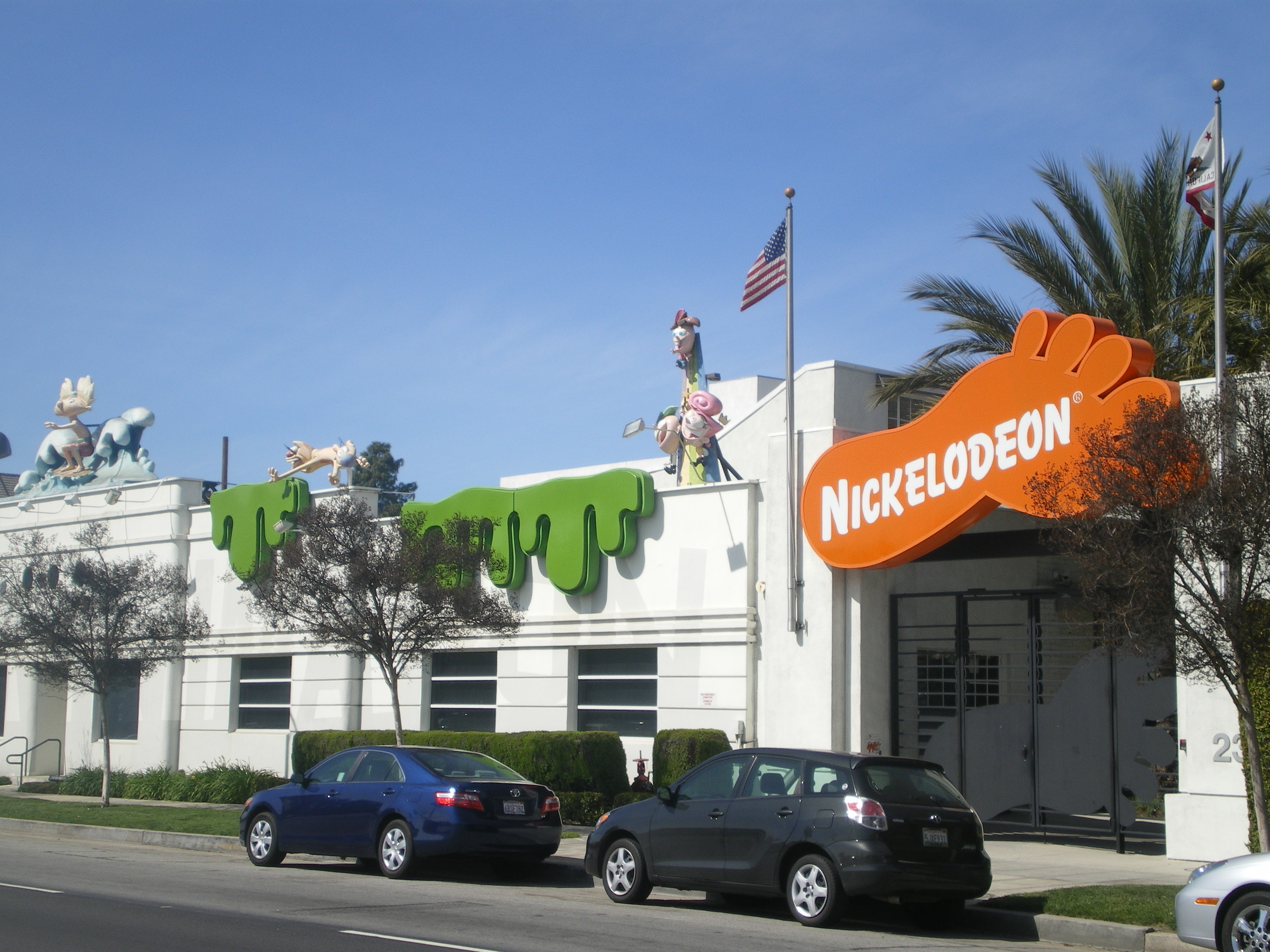
O estúdio em 2008.

Em 1998, a Nickelodeon decidiu construir seu próprio estúdio de animação em Burbank, Califórnia. O novo estúdio permitiu a entrada das séries KaBlam!, Hey Arnold, The Angry Beavers, Rugrats, The Wild Thornberrys e mover todo o vale para o novo estúdio. O Primeiro ano do novo estúdio também trouxe um novo show CatDog. Em 1999, a Nickelodeon Animation Studios começou a trabalhar no que viria a ser a série mais popular da Nickelodeon, Bob Esponja.

### Filmes
Os filmes de animação são lançados e distribuídos pela Nickelodeon Movies.
1. The Rugrats Movie (1998)
2. Rugrats in Paris: The Movie (2000)
3. Jimmy Neutron: Boy Genius (2001)
4. Hey Arnold!: The Movie (2002)
5. The Wild Thornberrys Movie (2002)
6. Rugrats Go Wild (2003)
7. The SpongeBob SquarePants Movie (2004)
8. Barnyard (2006)
9. The SpongeBob Movie: Sponge Out of Water (2015)
10. Wonder Park (2019)
11. The SpongeBob Movie: Sponge on the Run (2021)